# Xylotrechus kosempoensis
Xylotrechus kosempoensis là một loài bọ cánh cứng trong họ Cerambycidae.